# Großsteingräber bei Siemirowice
Die Großsteingräber bei Siemirowice (auch Großsteingräber bei Schimmerwitz genannt) sind eine Gruppe von sieben megalithischen Grabanlagen der jungsteinzeitlichen Trichterbecherkultur bei Siemirowice (deutsch Schimmerwitz), einem Ortsteil der Gmina Cewice (deutsch Zewitz) in der Woiwodschaft Pommern in Polen. Sie tragen die Sprockhoff-Nummern 598–604.

## Lage
Die Gräber befinden sich südwestlich von Siemirowice in einem Waldgebiet. Sie liegen in einer ost-westlich verlaufenden Reihe an der Südseite der Straße nach Oskowo (deutsch Wutzkow). Im gleichen Waldgebiet befinden sich etwa 150 Grabhügel, von denen einige in die ältere Bronzezeit datieren.

## Beschreibung

### Grab 1
Die Anlage besitzt eine nordost-südwestlich orientierte ovale Hügelschüttung aus kopfgroßen Steinen mit einer Länge von 8 m und einer Breite von 6 m. Die mittig gelegene Grabkammer weist die gleiche Orientierung auf. Sie bestand ursprünglich aus drei Wandsteinpaaren an den Langseiten und je einem Abschlussstein an den Schmalseiten. Ernst Sprockhoff stellte bei seiner Aufnahme im Jahr 1934 noch den nordöstlichen Abschlussstein, die drei Wandsteine der nordwestlichen und einen Wandstein der südöstlichen Langseite fest. Der nördlichste Stein der Nordwestseite war ins Innere der Kammer gekippt. Von dem Stein der Südostseite war ein Stück abgesprengt worden. Die Kammer hat eine Länge von 2,5 m, eine Breite von 1,2 m und eine Höhe von 0,7 m.

### Grab 2
Die Anlage besitzt eine nordwest-südöstlich orientierte Hügelschüttung aus kopfgroßen Steinen mit einer Länge von 6,5 m, einer Breite von 5 m und einer erhaltenen Höhe von 0,5 m. Die Grabkammer besitzt die gleiche Orientierung. Sie bestand ursprünglich aus zwei Wandsteinpaaren an den Langseiten und je einem Abschlussstein an den Schmalseiten. Bei Sprockhoffs Aufnahme waren der nordwestliche Abschlussstein, der angrenzende Wandstein der Südwestseite und die beiden Wandsteine der Nordostseite erhalten. Die beiden restlichen Wandsteine sowie die Decksteine fehlten. Die Kammer ist wohl als erweiterter Dolmen anzusprechen.

### Grab 3
Die Anlage besitzt nach Sprockhoff ein kurzes, annähernd nord-südlich orientiertes trapezförmiges Hünenbett mit annähernd gleicher Länge wie Breite. Die Umfassung war bei Sprockhoffs Aufnahme an der Ost- und der Südseite annähernd vollständig. Weiterhin waren ein Stein an der Nordwestecke und ein weiterer Stein an der Nordseite erhalten. Von der Hügelschüttung waren nur noch Reste vorhanden. Im Südteil des Betts befindet sich eine ost-westlich orientierte Grabkammer, von der Sprockhoff jeweils drei Wandsteine an den Langseiten vorfand. Die Abschluss- und die Decksteine fehlten. Die Kammer hat eine Länge von 2,5 m und eine Breite von 0,7 m.

### Grab 4
Grab 4 besitzt eine noch in Resten erhaltene Hügelschüttung. Sprockhoff stellte bei seiner Aufnahme sieben größere Steine fest, bei denen es sich um Reste einer wohl nordost-südwestlich orientierten Grabkammer handelt, die ursprünglich wohl aus zwei Wandsteinpaaren an den Langseiten, je einem Abschlussstein an den Schmalseiten und zwei Decksteinen bestand; sie ist somit als erweiterter Dolmen anzusprechen. Der nordöstliche Abschlussstein und ein angrenzender Wandstein standen bei Sprockhoffs Aufnahme noch in situ, die restlichen Steine lagen in Unordnung umher.

### Grab 5
Bei dieser Anlage konnte Sprockhoff nur noch das südliche Ende eines wohl nord-südlich orientierten Hünenbetts feststellen. Erhalten waren noch sieben Umfassungssteine der südlichen Schmalseite sowie an der Südostecke eine größere Steinplatte von 1,4 m Länge und 1,1 m Breite, die vielleicht eine Grabkammer abgedeckt hatte.

### Grab 6
Grab 6 ist sehr stark zerstört. Bei Sprockhoffs Aufnahme waren noch fünf Steine vorhanden, bei denen es sich wohl um den Rest einer Grabkammer mit wahrscheinlich zwei Decksteinen handelt.

### Grab 7
Grab 7 ist stark zerstört und war bei Sprockhoffs Aufnahme so stark mit Rollsteinen bedeckt, dass eine genaue Dokumentation nicht möglich war.